# Jane Digby

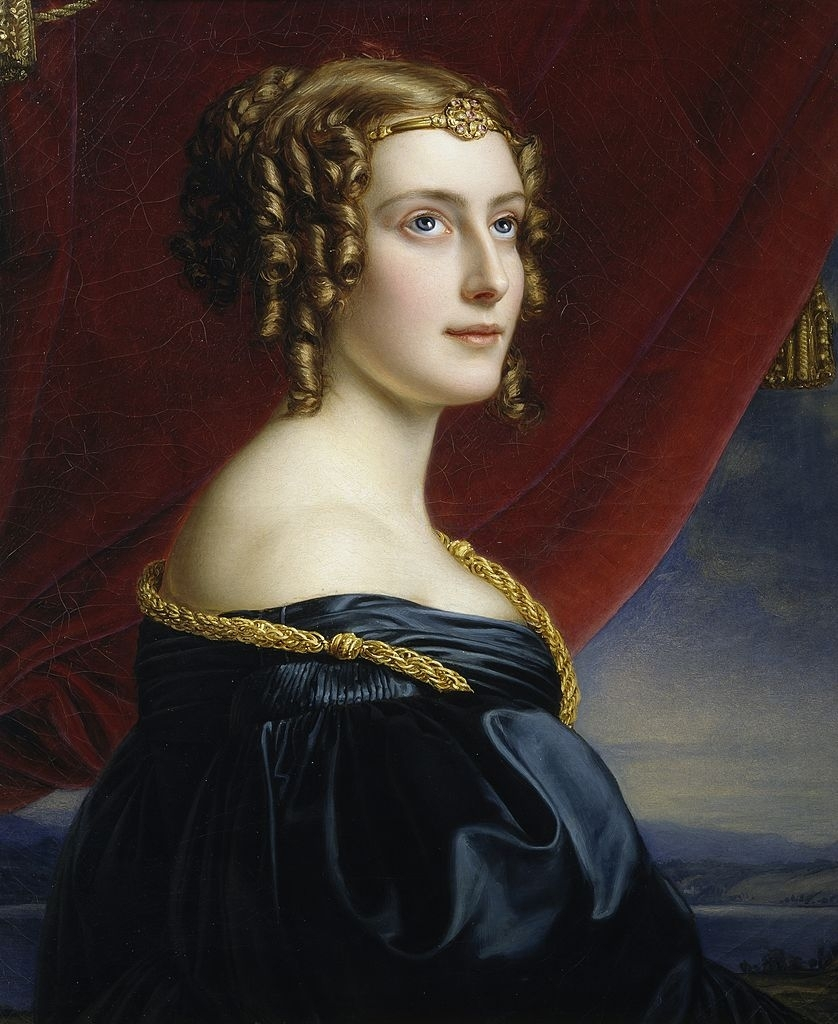
Jane Digby 1831, gemalt von Joseph Karl Stieler für die Schönheitengalerie

Jane Elizabeth Digby (* 3. April 1807 in Forston House, Minterne Magna, Dorset; † 11. August 1881 in Damaskus) war eine britische Aristokratin und Abenteurerin. Sie wurde bekannt als Mätresse und Ehefrau mehrerer bekannter Persönlichkeiten.

## Leben
Sie war die Tochter des Admirals Sir Henry Digby (1770–1842) aus dessen Ehe mit Lady Jane Elizabeth Coke. Ihr Großvater mütterlicherseits, Thomas Coke, 1. Earl of Leicester, war der reichste Grundbesitzer in Norfolk. Auf seinem Herrensitz Holkham Hall verbrachte sie ihre Jugendjahre; und er arrangierte ihre erste Ehe. Am 15. Oktober 1824 heiratete Jane Digby Edward Law, 2. Baron Ellenborough, den späteren Vizekönig von Indien und Earl of Ellenborough. Als dessen Gattin führte sie den Höflichkeitstitel Baroness Ellenborough. Mit ihm hatte sie einen Sohn, Arthur Dudley, der jedoch schon 1830 im Alter von zwei Jahren starb. 
Schon während der Ehe begann Jane Digby ein freizügiges Liebesleben. Sie hatte mehrere Affären, unter anderem mit ihrem Cousin George Anson, dem Bibliothekar Frederic Madden sowie 1828 mit dem jungen österreichischen Diplomaten und späteren Ministerpräsidenten Fürst Felix zu Schwarzenberg. Wegen Ehebruchs ließ sich Lord Ellenborough am 8. April 1830 von Jane Digby scheiden. Sie ging nach Paris, wo sie mit Felix zu Schwarzenberg, der sich dort in einer politischen Angelegenheit aufhielt, zusammenlebte. Aus der Liebesbeziehung zu Schwarzenberg gingen die Tochter Mathilde Selden (* 1829) sowie ein Sohn, der schon nach wenigen Wochen starb, hervor. Jane Digby hoffte jedoch vergebens auf eine Heirat mit Schwarzenberg. Vielmehr ließ sie dieser in Paris zurück, nahm jedoch die gemeinsame Tochter mit nach Österreich. Jane Digby sah ihre Tochter nie wieder. 
Nach der Trennung von Schwarzenberg begab sich Jane Digby nach München, wo sie König Ludwig I. von Bayern kennenlernte und eine intensive Freundschaft aufgrund gleicher Interessen mit ihm pflegte. Ludwig ließ sie von Joseph Karl Stieler malen; sie soll den König bei seinen Kunst-Einrichtungen (Pinakothek, Glyptothek, Propyläen und Walhalla) beraten haben. Es ist nur ein Gerücht, sie sei des Königs Mätresse gewesen, dies wird durch einige erhaltene Briefe deutlich. In München lernte sie auch Karl Theodor von Venningen-Ullner kennen, den sie im November 1833 in der Großherzoglichen Hofkirche in Darmstadt heiratete. Sie hatten die Kinder Heribert Ludwig (* 27. Januar 1833 vorehelich in Palermo; † 1885) und Bertha (1834–1907). Heribert Ludwig von Venningen setzte die Stammlinie der Herren von Venningen fort.
Während der Ehe mit von Venningen lernte Digby den griechischen Grafen Spyridon Theotokis kennen und verliebte sich in diesen. Als Karl von Venningen von dieser Affäre erfuhr, forderte er Theotokis zu einem Duell heraus, bei dem er seinen Widersacher verwundete. Es gibt wohl Meinungen, von Venningen ließ sich später auf den Wunsch Jane Digbys hin von dieser scheiden, dies kann jedoch so nicht, oder nur im Kontext stehen. Vielleicht war auch Digbys Wunsch, an einem gewissen Zeitpunkt, sich scheiden zu lassen, jedoch zeigt das Urteil der Scheidung vom Großherzoglichen Hofgericht andere Aspekte. 
Die Scheidung fand ohne Anwesenheit Digbys statt und hatte für von Venningen sicherlich vorrangig den Grund, den von Theotokis gezeugten und von Digby in seiner Ehe geborenen Sohn von der Erbfolge auszuschließen, indem die Entstehung durch Ehebruch gerichtlich beurkundet wurde.
Jane Digby wurde wegen Ehebruch zu einer sechsmonatigen Arbeitsstrafe, zu verrichten in Bruchsal, verurteilt, die sie aber nie angetreten hat.

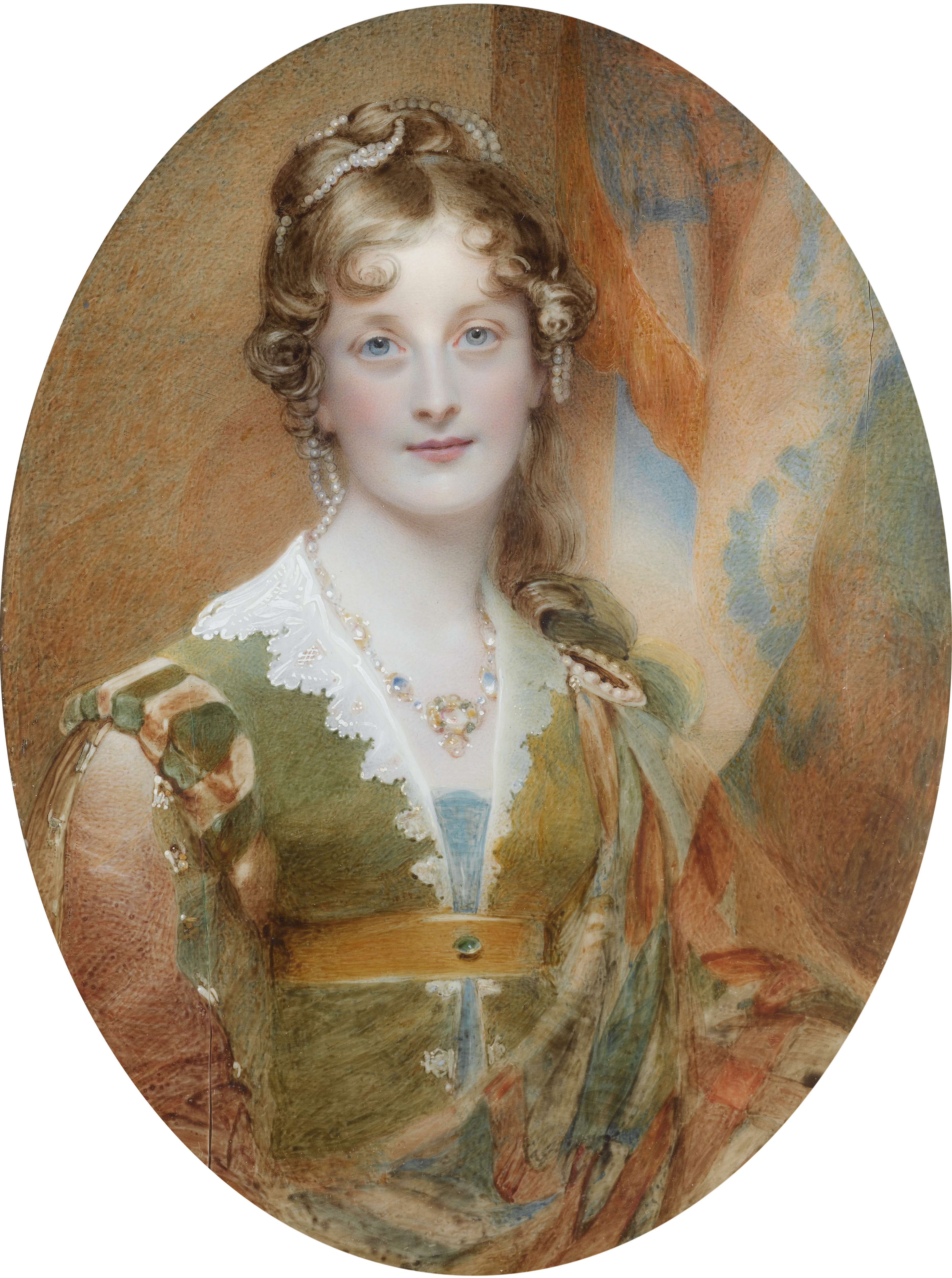
Jane Digby, Baroness Ellenborough (William Charles Ross)

Jane Digby heiratete Theotokis im Jahre 1841. Gemeinsam zogen sie nach Griechenland, nachdem sie mit Theotokis das Weinheimer von Venningensche Schloss bereits 1839 fluchtartig verlassen hatte. Aus dieser Beziehung stammt der am 21. März 1840, noch in der Ehe mit von Venningen geborene John Henry. Die Ehe mit von Venningen wurde erst am 2. September 1842 durch das Großherzogliche Hofgericht geschieden. Die 1841 geschlossene Ehe mit Theotokis ist rechtlich daher zweifelhaft gewesen, die Bigamie war zumindest moralisch in der Bevölkerung nicht akzeptiert. Aber auch die Ehe mit Theotokis hielt nicht lange. Grund dafür soll ein angebliches Verhältnis mit König Otto I. von Griechenland, einem Sohn Ludwigs I. von Bayern, gewesen sein. John Henry starb bereits im Alter von sechs Jahren bei einem Unfall. 
Nach einer Reise in die alte Heimat England verliebte sie sich in den Klephtenhauptmann Christos Chatzipetros (auch: Cristos Hadji-Petros), einen Albaner-Griechen, der eine Armee von Briganten aufgebaut hatte. Digby war für kurze Zeit die Königin dieser Truppe, verließ den Hauptmann aber, als er ihr untreu wurde und versuchte, ihr Vermögen anzutasten. Ein weiterer Liebhaber war ein Beduine namens Saleh. 
Im Alter von 46 Jahren reiste Jane Digby nach Syrien, um archäologische Studien zu betreiben. Hier lernte sie den 26 Jahre alten Scheich Medjuel el Mezrab kennen und lieben. 1854 heiratete Digby den Scheich und nahm den Namen Jane Elizabeth Digby el Mezrab an. Sie lernte Arabisch als ihre neunte Sprache. Mit dem Scheich lebte sie in einer Jahreshälfte in dessen Nomadenzelt und in der anderen in einem Palast in Damaskus, den Digby von ihren Ersparnissen (aus der Abfindung für die Scheidung von Lord Ellenborough) bauen ließ. Sie lernte unter anderem Richard Francis Burton, seine Frau Isabel und Abd el-Kader in Syrien kennen. Sie blieb bis zu ihrem Tode am 11. August 1881 Gemahlin des Medjuel el Mezrab. Jane Digby wurde auf dem protestantischen Friedhof von Damaskus bestattet; ihr Grabstein besteht aus weißem palmyrischem Kalkstein.
Der Tag der Beisetzung im August 1881 wird als „glühend“ und als „nichts Gewöhnliches selbst für Damaskus“, wo wenige Jahre zuvor 7.600 Christen im Drusenaufstand ermordet wurden, bezeichnet. Ihr Witwer Sheik Medjuel el Mezrab entfloh auf halbem Weg des Trauerzuges, überwältigt von Trauer, der stickigen Hitze in der geschlossenen Kutsche und den für ihn seltsamen christlichen Riten. Er kehrte jedoch auf Digbys Lieblings-Araberstute zurück, um mit dem Pferd über das offene Grab zu springen, in dem Digbys Körper gerade beigesetzt wurde. Laut New York Times schrieb Dr. William Wright, ein Missionarsfreund, nach seinem Besuch des Grabes „… und hier liegt die schöne und kultivierte Lady Ellenborough, in Damaskus als „The Honourable Mrs. Digby el Mezrab“ bekannt, die sich im brodelnden Sumpf der modernen Gesellschaft verirrte und nach einer wilden, leidenschaftlichen und rücksichtslosen Karriere ihre Tage beendenden Frieden, als Frau eines Bedawi-Scheichs, und im christlichen Glauben gestorben …“
1973 titelte die New York Times einen Artikel über Jane Digby mit „The Heart Is an Impetuous Traveler – Das Herz ist ein ungestümer Reisender“.